# Alfreð Finnbogason
Alfreð Finnbogason (ur. 1 lutego 1989 w Reykjavíku) – islandzki piłkarz grający na pozycji napastnika w duńskim klubie Lyngby BK.

## Kariera klubowa
Swoją karierę zawodniczą rozpoczął w Fjölnir. W 2005 roku trafił do klubu Breiðablik UBK. W 2010 roku został piłkarzem belgijskiego KSC Lokeren. W 2012 roku przebywał na wypożyczeniu w Helsingborgs IF. W sierpniu 2012 odszedł do SC Heerenveen. W lipcu 2014 przeszedł do hiszpańskiego Realu Sociedad.

## Kariera reprezentacyjna
Finnbogason grał w reprezentacji Islandii U-21. W seniorskiej reprezentacji zadebiutował 21 marca 2010 roku w wygranym 2:0 meczu przeciwko Wyspom Owczym. Strzelił premierowego gola dla Islandii na mistrzostwach świata w meczu przeciwko Argentynie, który zakończył się remisem 1:1.